# Vărzari
Vărzari (słow. Varzal) – wieś w Rumunii, w okręgu Bihor, w gminie Popești. W 2011 roku liczyła 271 mieszkańców.